# Walter Müller (Politiker, 1918)
Walter Müller (* 3. August 1918 in Ilbesheim; † 28. Januar 1988 ebenda) war ein deutscher Politiker (SPD, ab 1962 parteilos).

## Leben
Nach dem Volksschulabschluss in Ilbesheim besuchte Müller die Realschule und die Landwirtschaftsschule in Landau in der Pfalz. Ab 1934 war er im elterlichen Weinbau- und Landwirtschaftsbetrieb tätig. Er leistete ab 1938 Reichsarbeitsdienst und nahm von 1939 bis 1945 als Soldat am Zweiten Weltkrieg teil. Nach dem Kriegsende arbeitete er wieder in der Landwirtschaft. 1950 übernahm er den Betrieb seiner Eltern, den er im Anschluss als Winzer, Bauer und Gastwirt weiterführte.
Müller war von 1933 bis 1935 Mitglied der Hitlerjugend und von 1936 bis 1938 Mitglied der motorisierten SS in Landau. Aufgrund dieser Mitgliedschaften wurde er nach 1945 entnazifiziert und am 29. September 1948 per Urteil der Spruchkammer Neustadt an der Weinstraße als „Mitläufer“ eingestuft. Das Urteil wurde zunächst durch den Gouverneur der Pfalz abgelehnt, dann aber am 20. Juni 1949 erneut durch die SK Neustadt bestätigt.
Müller war ab 1952 Mitglied des Gemeinderates von Ilbesheim. 1954 trat er in die SPD ein. Bei den Landtagswahlen 1955 und 1959 wurde er jeweils als Abgeordneter in den Rheinland-Pfälzischen Landtag gewählt.
Gemeinsam mit dem SPD-Landtagsabgeordneten Franz Bögler beteiligte er sich 1962 an einer Versammlung zur Gründung einer Unabhängigen Sozialdemokratischen Partei (USPD) in der Pfalz. Daraufhin wurde er Ende Februar/Anfang März 1962 wegen parteischädigenden Verhaltens aus der SPD ausgeschlossen, blieb aber bis zum Ende der vierten Legislaturperiode 1963 fraktionsloses Mitglied des Landtages. Im Parlament war er von 1955 bis 1959 Mitglied des Agrarpolitischen Ausschusses und von 1955 bis 1963 Mitglied des Weinbau- und Weinwirtschaftsausschusses.